# Міддлкрік Тауншип (округ Снайдер, Пенсільванія)
Міддлкрік Тауншип (англ. Middlecreek Township) — селище (англ. township) в США, в окрузі Снайдер штату Пенсільванія. Населення — 2065 осіб (2020).

## Демографія
Згідно з переписом 2010 року, у селищі мешкало 2114 осіб у 824 домогосподарствах у складі 652 родин. Було 864 помешкання
Расовий склад населення:
| - 97,7 % — білих - 0,8 % — чорних або афроамериканців - 0,1 % — корінних американців - 0,1 % — азіатів |

До двох чи більше рас належало 0,6 %. Частка іспаномовних становила 1,0 % від усіх жителів.
За віковим діапазоном населення розподілялося таким чином: 21,9 % — особи молодші 18 років, 64,1 % — особи у віці 18—64 років, 14,0 % — особи у віці 65 років та старші. Медіана віку мешканця становила 42,4 року. На 100 осіб жіночої статі у селищі припадало 102,5 чоловіків;  на 100 жінок у віці від 18 років та старших — 99,8 чоловіків також старших 18 років.
Середній дохід на одне домашнє господарство  становив 61 256 доларів США (медіана — 52 188), а середній дохід на одну сім'ю — 65 519 доларів (медіана — 60 592). Медіана доходів становила 40 679 доларів для чоловіків та 30 380 доларів для жінок. За межею бідності перебувало 10,9 % осіб, у тому числі 16,6 % дітей у віці до 18 років та 3,9 % осіб у віці 65 років та старших.
Цивільне працевлаштоване населення становило 1146 осіб. Основні галузі зайнятості: освіта, охорона здоров'я та соціальна допомога — 21,4 %, виробництво — 20,9 %, мистецтво, розваги та відпочинок — 11,5 %, будівництво — 9,3 %.